# Marie Fischer-Lette

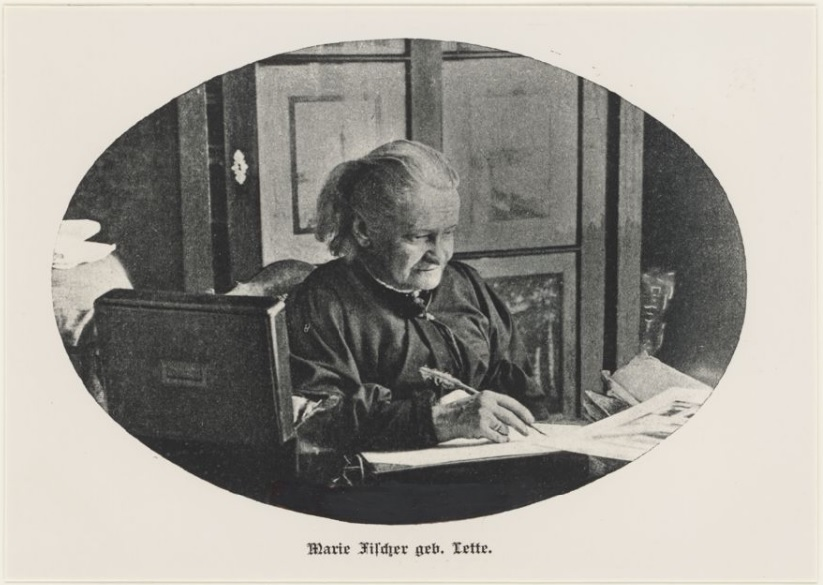
Marie Fischer-Lette. Aus: Robert von Seckendorff: Die Familie Lette, in: Der Bär: Illustrierte Wochenschrift für Geschichte und modernes Leben Jg. 25, 1899, S. 332–333

Marie Fischer geb. Lette (* 12. Februar 1830 in Soldin; † 1918 in Erkner) war eine deutsche Publizistin und Pazifistin. Sie war eine Tochter von Wilhelm Adolf Lette und eine jüngere Schwester von Anna Schepeler-Lette. Sie publizierte auch unter dem Pseudonym J. M. Laup.

## Leben
Marie Fischer verbrachte ihre Kindheit zunächst in der Neumark, dann im preußischen Berlin. Bildung sowie politisches und soziales Interesse erwarb sie durch beide Eltern und Hauslehrer. Um 1864 ging sie als Sprachlehrerin nach London, nahm dort Kontakt zur Frauen- und Friedensbewegung u. a. zur Society for Promoting the Employment of Women auf und heiratete 1866 den Maler Johann Georg Paul Fischer. Mit ihm entwickelte sie Techniken der medizinisch-anatomischen Zeichnung. Sie arbeitete auf medizinischem Gebiet mit der Ärztin Frances Hoggan zusammen und unterstützte die politische Arbeit von Josephine Elizabeth Butler in der International Abolitionist Federation.
Um 1880 kam Marie Fischer zurück nach Deutschland. Hier war sie Mitglied der Deutschen Friedensgesellschaft und nahm an nationalen und internationalen Friedenstreffen teil. Ein erhaltenes Exemplar ihres pazifistischen Flugblatts Weihnachtsgruß ist 1885 datiert. 1889 nahm sie am Pariser Weltfriedenskongress als Abgeordnete des Frankfurter Friedensvereins teil. 1892 erhielt sie das Ehrenmitgliedschaftsdiplom des Berner Friedensbüros und war bis 1904 Mitglied des Hauptvorstandes der deutschen Friedensgesellschaft. Sie übersetzte und arbeitete an diversen Schriften zur Friedensarbeit mit und verfasste eine Vielzahl eigener Texte.
Ihre letzten Lebensjahre verbrachte Marie Fischer in Berlin und Erkner, wo sie sich in der sozialen Frauenarbeit, der Friedensgesellschaft betätigte und zu sozialen sowie religiösen Fragen publizierte. Daneben arbeitete sie weiterhin an medizinischen Zeichnungen.

## Werke
- Der evangelische Geistliche. Einige Züge zu seinem Bilde. Perthes, Gotha 1881.
- Weihnachtsgruss. 1885.
- Kriegsbilder. F. A. Eupel, 1887.
- Das Lette-Haus. In: Töchter-Album. Band 34 [1888], S. 34–48
- Entwurf eines bleibenden Schiedsgerichts-Vertrages zwischen den Völkern. Bericht dem 8. Congreß der internationalen Liga des Friedens und der Freiheit. Vorgelegt von Charles Lemonnier. Übers. von Marie Fischer. Quai des Bergues, Geneve; Eupel, Sondershausen [1889].
- Das Familistère Godins. Ein Bild sozialer Reform. Verlags-Anstalt und Druckerei, Hamburg 1890.
- Modetorheiten. Math. Rieger, Augsburg 1891 und Agentur des Rauhen Hauses, Hamburg 1914
- Die Entstehung und Entwickelung der Friedensgesellschaften nebst einer Liste der bekannten bestehenden Vereine. Gebr. Knaur, Frankfurt a. M. 1891
- Friede sei in diesem Hause. Stämpfli, Bern 1892.
- Pundita Ramabai und ihre Arbeit für die indischen Witwen. In: Sittlichkeits-Blätter. 1. März 1893
- Auf dem Lande. Reich. Werner, Leipzig 1894
- Ein Wort an Eltern und Erzieher über die erste Entwicklung und Leitung der Kinder. Werther, Leipzig 1894
- Reiseerinnerungen aus Nordamerika. Leipzig 1894
- Aus des Lebens dunklen Tiefen. Werther, Leipzig 1895
- Volkshochschulen. Reich. Werther, Leipzig 1895
- Bitte an die Künstler. Werther, Leipzig 1895
- Brief an die Friedensgesellschaft. In: Julius Ed. Wundsam (Hrsg.): Das Buch des Friedens. Neukomm & Zimmermann, Bern 1896
- Malthus und seine Gegner. Werther, Leipzig 1896
- Gesundheit und Sittlichkeit. R. Werther, München 1897
- Christen und Menschen. E. Moo, Zürich, Erfurt, Leipzig 1897
- Kornelia. Pilz, Leipzig o. J.
- Unsere jungen Mädchen. Werther, Leipzig o. J.
- Marksteine für ein christliches Eheleben, aufgerichtet zu Nutz deutscher Braut- und Eheleute. Befürwortet durch C. Kayser und durch den Vorstand des Dresdner Vereins zur Hebung der Sittlichkeit. Justus Naumann, Dresden 1898
- Einer Mutter Vermächtnis und letztes Mahnwort an ihre Tochter. Hann. Münden 1898 und H. Friedrich, Carlshorst-Berlin 1900
- Jesu Jüngerin: Ein Wegweiser f. der christl. Jungfrau Liebesthätigkeit. H. Friedrich, Carlshorst-Berlin 1899
- Das einzige Mittel zur Erhaltung des Familienglücks. Ein Wort für Männer und Frauen. H. Friedrich, Carlshorst-Berlin 1899
- Ein Lebensbild des verewigten Präsident Dr. Lette. Zu seinem 100jährigen Geburtstage. Hans Friedrich, Carlshorst-Berlin 1899
- Das Leben Jesu. Selbstverlag, Berlin 1900 und Agentur des Rauhen Hauses, Hamburg 1912
- Die  Gehilfin des Geistlichen in seinem Hause und in seiner Amtswirksamkeit als Mutter, Schwester und Gattin. F. Grunert in Comm., Berlin o. J.
- Über Versorgungshäuser. Buchdr. d. Schreiberhau-Diesdorfer Rettungsanst., Diesdorf 1904
- Gedichte von Marie Fischer-Lette. F. Grunert in Komm., Berlin 1904
- Kinder der Bibel. Für Kinder erzählt. Grunert, Berlin 1905
- Durch Kampf zum Sieg! Dem Andenken der Frau Josephine E. Butler gewidmet von ihrer treuen Mitarbeiterin Marie Fischer, geb. Lette. Agentur des Rauhen Hauses, Hamburg 1907
- Pensionats-Kalender. En Unterhaltungsbuch für junge Mädchen. Welt und Haus, Leipzig 1907
- Unwissenheit ist nicht Unschuld. Allen Müttern und Erzieherinnen. Agentur des Rauhen Hauses, Hamburg 1910
- Am Sonntag. Erzählungen für Kinder, die gerne lesen. Agentur des Rauhen Hauses, Hamburg 1913
- Nach der Arbeit. Agentur des Rauhen Hauses, Hamburg o. J.
- Vaterlandsliebe. Buchdruckerei der Schreiberhaus: Diesdorfer Rettungsanstalten, Diesdorf bei Gäbersdorf, Kr. Striegau 1916